# Garcibarrigoa
Garcibarrigoa é um género botânico pertencente à família Asteraceae.